# Obowiązek nauki
Obowiązek nauki – przyjęty w Polsce obowiązek kontynuowania kształcenia do ukończenia 18. roku życia (nie zawsze jest to równoznaczne z osiągnięciem pełnoletniości), niekoniecznie w szkole.
Jest to drugi, obok obowiązku szkolnego, obowiązek edukacyjny określony w prawie polskim. O tym obowiązku stanowi Konstytucja RP oraz Prawo oświatowe.
Obowiązek nauki realizuje się poprzez:
- uczęszczanie do szkoły ponadpodstawowej albo ponadgimnazjalnej;
- udział w zajęciach w ramach kształcenia ustawicznego w formach pozaszkolnych w akredytowanych placówkach;
- odbywanie przygotowania zawodowego u pracodawcy;
- pobieranie nauki w szkole wyższej (niekoniecznie w charakterze studenta) – dotyczy to osób, które ukończyły szkołę ponadpodstawową albo ponadgimnazjalną przed osiągnięciem 18. roku życia[4].

Art. 40 ust. 2 Prawa oświatowego stanowi, iż rodzice i opiekunowie prawni dziecka podlegającego obowiązkowi nauki na żądanie wójta gminy, burmistrza lub prezydenta miasta, na terenie których dziecko ma miejsce zamieszkania, są zobowiązani do powiadomienia tego organu o sposobie realizacji tego obowiązku.
Niespełnienie obowiązku nauki podlega egzekucji w trybie przepisów o postępowaniu egzekucyjnym w administracji. Organ miejscowy administracji publicznej właściwy do spraw edukacji może nałożyć na rodziców albo opiekuna prawnego dziecka karę grzywny w celu przymuszenia do realizowania tego obowiązku. W skrajnych przypadkach sąd opiekuńczy może pozbawić rodziców władzy rodzicielskiej albo zwolnić opiekuna.